# Franziska Kinz
Franziska Amalia Kinz (* 21. Februar 1897 in Kufstein, Österreich-Ungarn; † 26. April 1980 in Meran) war eine österreichische Schauspielerin.

## Leben
Sie besuchte zunächst eine Handelsschule und kam im Rahmen ihrer Ausbildung nach Berlin, Wien und Heidelberg, ehe sie sich für den Schauspielerberuf entschied. Kinz erhielt vier Monate Schauspielunterricht an der Theaterschule der Münchner Kammerspiele bei Friedrich Basil und gab 1924 ihr Debüt als Gretchen in Faust am Stadttheater Zürich. Noch im selben Jahr erhielt sie ein Engagement am Staatstheater in München.
Im Jahr 1926 gastierte sie in New York. Weitere Bühnenstationen waren das Staatstheater Berlin und 1930 das Landestheater Darmstadt. Im Jahr 1933 ging sie dauerhaft nach Berlin, wo sie an den Berliner Kammerspielen, am Schillertheater und am Deutschen Theater auftrat. Gastspiele führten sie nach Wien und München.
Seit Anfang der dreißiger Jahre wirkte Franziska Kinz in Spielfilmen mit, wo sie meist bodenständige, unerschütterliche Frauenfiguren verkörperte. Sie war die Titelfigur als verliebte Mutter in Frau Sixta (1938), eine verständnisvolle Stiefmutter in Aus erster Ehe (1939) und eine aufopferungsvolle ledige Mutter in der Titelrolle von Die Kellnerin Anna (1941).
Bis 1933 war Franziska Kinz mit dem SPD-Reichstagsabgeordneten (1930–1933) Carlo Mierendorff liiert, der nach der nationalsozialistischen Machtübernahme (sog. Machtergreifung) festgenommen und bis 1938 in verschiedenen Konzentrationslagern ‚verbracht‘ wurde. Frau Kinz setzte sich wohl, gemeinsam mit Emil Henk, Gerhart Pohl, Hella Jablonski und anderen, jahrelang für Mierendorffs KZ-Entlassung, die aus dem KZ Buchenwald 1938 erfolgte, ein – heiratete gleichwohl aber den regimenahen Verbandsfunktionär, Journalisten, Buch- und Filmautor Karl-Heinz Kaesbach (* 1908). Die tragisch verlaufende Dramatik der Beziehung Kinz – Mierendorff ist als Nebenstrang in die Haupthandlung des zuerst 1955 erschienenen Pohl-Romans „Fluchtburg“ verschlüsselt eingegangen (und später in der Carlo-Mierendorff-Biographie (1987) von Richard Albrecht teilweise aufgeklärt worden: Der militante Sozialdemokrat. Carlo Mierendorff 1897 bis 1943, Dietz, Berlin 1987 (= Internationale Bibliothek Bd. 124) (ISBN 3-8012-1128-2); 1997 unter dem Titel Deckname Dr. Friedrich: Carlo Mierendorf – ein Leben auf Zeit von Alfred Jungraithmayr verfilmt).
Franziska Kinz (Kaesbach) hatte zudem schon 1933 durch ihre Mitwirkung in den Propagandafilmen Flüchtlinge und Hitlerjunge Quex ihre Loyalität gegenüber der neuen Regierung zu erkennen gegeben. Sie stand 1944 in der Gottbegnadeten-Liste des Reichsministeriums für Volksaufklärung und Propaganda.
Nach dem Krieg konnte sie ihre Filmkarriere fortsetzen und entfaltete eine intensive Theatertätigkeit mit Auftritten unter anderem in München, Innsbruck, Salzburg und Frankfurt. Die überzeugte Vegetarierin engagierte sich nachhaltig für den Tierschutz, unterstützte den Bau eines Tierheims in Innsbruck und war zeitweise Präsidentin der Tierschutzliga. Einen Teil ihres Familienbesitzes in Tirol stellte sie für den Bau einer Mustersiedlung zur Verfügung, an dem alte Menschen gemeinsam mit ihren Tieren den Lebensabend verbringen konnten. Sie verfasste auch Texte zur gesunden Ernährung und Lebensweise.

## Filmografie
- 1929: Tagebuch einer Verlorenen
- 1930: Väter und Söhne
- 1932: Rasputin
- 1932: Tannenberg
- 1933: Flüchtlinge
- 1933: Hitlerjunge Quex
- 1934: Wilhelm Tell
- 1934: Eine Siebzehnjährige
- 1935: Mazurka
- 1936: Standschütze Bruggler
- 1937: Ein Volksfeind
- 1938: Frau Sixta
- 1940: Aus erster Ehe
- 1940: Im Schatten des Berges
- 1941: Die Kellnerin Anna
- 1944: Nora
- 1945: Wir seh’n uns wieder
- 1950: Unsere liebe Frau
- 1950: Der Geigenmacher von Mittenwald
- 1952: Die schöne Tölzerin
- 1953: Christina
- 1953: Moselfahrt aus Liebeskummer
- 1954: Oberarzt Dr. Solm
- 1955: Das Mädchen vom Pfarrhof
- 1955: Die Försterbuben
- 1956: Beichtgeheimnis
- 1956: Bademeister Spargel
- 1956: Anastasia, die letzte Zarentochter
- 1956: Das Hirtenlied vom Kaisertal
- 1958: Ein Amerikaner in Salzburg
- 1958: Nachtschwester Ingeborg
- 1958: Mein ganzes Herz ist voll Musik
- 1958: … und nichts als die Wahrheit
- 1959: Der Schäfer vom Trutzberg
- 1959: Ich und die Kuh (La vache et le prisonnier)
- 1959: Laß mich am Sonntag nicht allein
- 1960: Der Schleier fiel…